# باکالدینسکویه
باکالدینسکویه (به لاتین: Bakaldinskoye) یک منطقهٔ مسکونی در روسیه است که در باشقیرستان واقع شده‌است.